# Devastator
Devastator  est un jeu vidéo sorti en 1993 sur Mega-CD. Il s'agit d'un run and gun développé et édité par Wolfteam. Il s'agit d'une adaptation de l'anime D-1 Devastator.